# آمبروزینی اس‌ای‌آی. ۲اس
آمبروزینی اس‌ای‌آی. ۲اس (به انگلیسی: Ambrosini_SAI.2S) یک هواگرد ملخ‌پیشین تک‌موتوره از نوع ترابری ساخت شرکت Ambrosini است. هواگرد آمبروزینی اس‌ای‌آی. ۲اس نخستین پروازش را در ۱۹۳۷ میلادی انجام داد.
طراح این هواگرد، Sergio Stefanutti بود.